# Heb je het hart
Heb je het hart is een nummer van de Nederlandse band De Dijk uit 1995. Het is de eerste single van hun negende studioalbum De stand van de maan.
"Heb je het hart" is uitgebracht in samenwerking met het Nationaal Comité 4 en 5 mei voor de bevrijdingsfestivals 5 mei 1995. Het nummer werd een kleine hit met een 34e positie in de Nederlandse Top 40.

## Tracklijst
- Cd-single

1. "Heb je het hart" - 5:03
2. "De schuyt" - 4:20